# مؤسسه بین‌المللی مطالعات استراتژیک
مؤسسه بین‌المللی مطالعات استراتژیک مؤسسه پژوهشی (اندیشکده) بریتانیایی در حوزه روابط بین‌الملل است. مقر آن از سال ۱۹۹۷ در لندن، انگلستان بوده است. شاخص جهانی گو تو تینک تنک در سال ۲۰۱۶ این مؤسسه را در سطح جهان در رتبه سیزدهم رتبه‌بندی کرده است.
در سال ۲۰۱۶ گاردین گزارش داد که پس از دریافت سری ۲۵ میلیون دلار از سوی یک عضو خانواده سلطنتی بحرین، استقلال این مؤسسه در خطر افتاده است.